# Traquiandesita
La traquiandesita o traqui-andesita es una roca volcánica de la serie alcalina, que presenta una composición intermedia entre traquita y traquibasalto. Por lo general, de color gris, contiene principalmente feldespato alcalino y plagioclasa sódica, junto con uno o más de los siguientes minerales máficos: anfíboles, biotita o piroxeno. Asimismo puede presentar cuarzo libre y pequeñas cantidades de nefelina y apatita.
La traquiandesita resulta de la diferenciación de basaltos alcalinos por cristalización fraccionada o la mezcla del basalto y la traquita o riolita. La traquiandesita no debe ser confundida con la andesita, una roca también volcánica pero que pertenece a la serie calcoalcalina.
Se han encontrado rocas traquiandesíticas en zonas de vulcanismo intraplaca. Algunas localizaciones donde se han hallado estos materiales son: los Montes Dore, en la región francesa de Auvernia o, el archipiélago pacífico de Revillagigedo (México).
Los magmas traquiandesíticos pueden producir erupciones plinianas, de carácter explosivo, como la que aconteció en 1815 en el monte Tambora en la isla indonesia de Sumbawa.